# Imperio Zammataro
Imperio Zammataro (Caracas, 12 de enero de 1963- idem, 19 de octubre de 2021) fue una actriz y cantante venezolana.

## Biografía
Comenzó su carrera artística en la telenovela de 1979 «Estefanía», ya para la década de los 80 trabajo en las telenovelas miniseries y unitarios de la extinta RCTV.
Parte de las producciones en las que formó parte fueron: «Estefanía», «Marielena», «Luz Marina», «Cara a Cara», «Luisana Mía», «Inki, «Cometa Radiante», «Quiero ser» junto al grupo Menudo, «Amigos», con el Grupo Unicornio , «Candida» «El día que se acabó el petróleo».
Entre otros de sus trabajos destacan las comedias: “Genovevo”, “Mami”, «Roberta», «Mi amada Beatriz» entre muchas otras.
En el año 1986 logró su primer protagónico con la película “Noche de Machos” junto a Pedro Lander, así como papeles secundarios en las películas: «Inocente Y delincuente»,(1987) y Colt comando 5.56 (1987).
Fue luego de 23 años, por varios productores que no aprovecharon su talento y le dieron más oportunidades, que regresó a las pantallas de la televisión Venezolana en el canal de la colina, Venevisión con la producción dramática “De todas Maneras Rosa”(2013).
Dejó viudo a su esposo y a cuatro hijos con los que vivía en la ciudad de Caracas.

## Televisión

### Telenovelas
- 1979. Estefanía.(RCTV) ... Verónica
- 1981. Marielena.(RCTV)
- 1981. Marta y Javier.(RCTV)
- 1981. Luz Marina.(RCTV) ... Maricarmen
- 1981. Luisana mía.(RCTV) ... Sofía
- 1981. Amada mía.(RCTV)
- 1982. Cándida.(RCTV)
- 1982. Cara a cara.(RCTV)
- 1982. Kapricho S.A..(RCTV)
- 1987. Mi amada Beatriz.(RCTV)
- 1987. Roberta.(RCTV)
- 1989. Sentimiento.(Venevisión)
- 1989. Maribel.(Venevisión) ... Estrella #2
- 1991. Blue Jeans.(VTV)
- 2013. De todas maneras Rosa.(Venevisión) ... Profesora de la universidad

### Series y miniseries
- 1980. El día que se terminó el petróleo
- 1981. Quiero ser ... Laura
- 1982. Juanito, Julieta y Él
- 1983. Inki, cometa radiante ... Teresita
- 1983. Amigos

### Teleteatros y unitarios
- 1984. Los Mengánez
- 1984. El milagro del año

## Cine
- 1986. Noche de machos
- 1987. Colt comando 5.56
- 1987. Inocente y delincuente ... Aleida